# Comté de Delaware (Indiana)
Pour les articles homonymes, voir Comté de Delaware.
Le comté de Delaware (anglais : Delaware County) est un comté de l'État de l'Indiana, aux États-Unis. Il comptait 118 769 habitants en 2000. Son siège est Muncie.